# I-Campus Schweinfurt

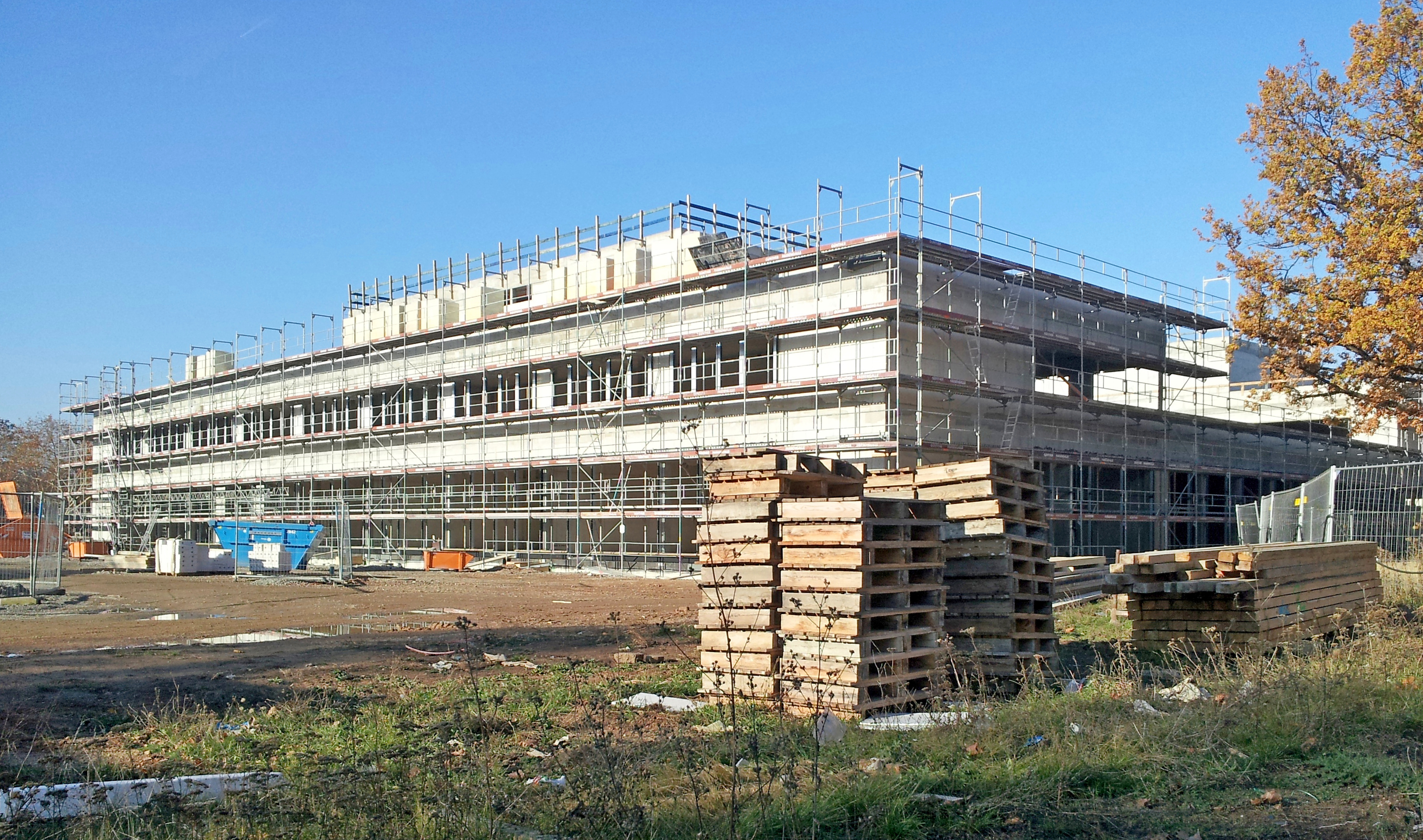
Erster Neubau am i-Campus Schweinfurt: Das zum Wintersemester 2020/21 eröffnete zentrale Hörsaalgebäude für Wirtschaftsingenieurwesen. Im Bild die Baustelle im November 2018

Der Campus Ledward (früher i-Campus) ist ein Hochschulcampus der Technischen Hochschule Würzburg-Schweinfurt (THWS) in Schweinfurt, der im Rahmen der US-Konversion im Carus-Park aufgebaut wird. Das Projekt läuft im Zuge der Internationalisierung der Hochschule, mit neu eingeführten englischsprachigen Studiengängen in Schweinfurt (seit 2014) und Würzburg (seit 2016), die TWIN-Studiengänge genannt werden.

## Lage
Der Campus Ledward liegt im Carus-Park, im Nordwestlichen Stadtteil. In Nachbarschaft zum THWS-Campus befindet sich ein großer Sportpark, mit dem Sachs-Stadion. Der Campus liegt 1 km nordwestlich der Innenstadt und 1,5 km nördlich des Mains und des Hauptbahnhofs. Das Areal befindet sich an der Niederwerrner Straße, einer Ausfallstraße (B 303) Richtung Bad Kissingen sowie zur A 71 Richtung Erfurt und zur A 7 Richtung Kassel.
Der Campus Ignaz Schön (früher Campus 1) der THWS liegt 500 m südlich vom Campus Ledward und besitzt zu ihm zwei direkte Verbindungen über die Richard-Strauß- und die Richard-Wagner-Straße. Von der Innenstadt führt die Stadtbuslinie 21 Mozartstraße und vom Hauptbahnhof die direkte Stadtbuslinie Campus-Express zum Campus Ignaz Schön.

## Geschichte

### Abzug der US-Armee

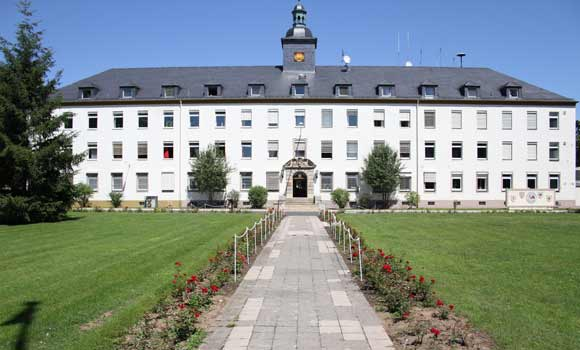
Wahrzeichen der Ledward Kaserne: ehemaliges Hauptquartier der US-Heeresgarnison Schweinfurt

2014 wurde die 1945 gegründete U.S. Army Garrison Schweinfurt komplett aufgelöst. Neben vielen anderen US-Arealen stand nun auch die Ledward Kaserne für die Stadtentwicklung zur Verfügung.

### Idee für den "i-Campus"
Alle Bemühungen zu einer Nachnutzung der Ledward Barracks führten zunächst zu keinem Ergebnis, bis am 13. August 2013 eine unerwartete Wende veröffentlicht wurde. Die damalige Hochschule für angewandte Wissenschaften Würzburg-Schweinfurt FHWS (heute: Technische Hochschule Würzburg-Schweinfurt THWS) war intern bereits zuvor zur Überzeugung gekommen, dass angesichts der geburtenschwachen Jahrgänge eine internationalere Ausrichtung der Hochschule nötig sei. Fast gleichzeitig hatten die Amerikaner ihren Rückzug aus Schweinfurt verkündet. Im Januar 2013 trafen sich der Präsident der FHWS Professor Dr. Robert Grebner und Schweinfurts Oberbürgermeister Sebastian Remelé zu einem ersten Gespräch, bei dem Grebner die bereits weit gediehene Idee des i-Campus vorstellte.

### Beginn des Lehrbetriebs
Im September 2014 kamen die ersten 60 Studenten aus aller Welt zu den beiden Studiengängen in englischer Sprache Wirtschaftsingenieurwesen und Logistik nach Schweinfurt.

## Angebot

### Zentrales Hörsaalgebäude für Wirtschaftsingenieurwesen
Zum Wintersemester 2020/21 wurde das Zentrale Hörsaalgebäude für Wirtschaftsingenieurwesen eröffnet, in dem die Fakultät Wirtschaftsingenieurwesen mit fünf Studiengängen (deutsch- und englischsprachig) zusammengefasst wurde.

### Center für Robotik (CERI)
2023 wurde das Center für Robotik (CERI) der THWS eröffnet, mit den ersten Studiengängen in Deutschland für Robotik (Deutsch) und Robotics (Englisch). Er zielt schwerpunktmäßig auf die Programmierung und Anwendung für Robotersysteme mit künstlicher Intelligenz. Vorübergehend ist das CERI im Geiger Campus in der nordwestlichen Innenstadt am Grünen Markt untergebracht (siehe auch: i-factory). 
Im Rahmen des i-factory-Konzepts wird das CERI als erstes von drei Gebäuden auf dem Campus Ledward neu erstellt. Das Bauvorhaben für rund 120 Millionen Euro startete im Frühjahr 2025 in die Planungsphase. Das neue Gebäude für rund 350 Studierende wird Labore, einen Fertigungsbereich, Vorlesungsräume und Büros beherbergen.

### Weitere englischsprachige Studiengänge
Am Standort Schweinfurt werden bereits seit dem Wintersemester 2014/15 für Studenten aus Deutschland und aller Welt englischsprachige Bachelor-TWIN-Studiengänge der Fachrichtungen Logistics (Logistik) und Business and Engineering (Wirtschaftsingenieurwesen) angeboten.

## Projekte

### Weitere Studienangebote
Das Angebot der bilingualen (Deutsch/Englisch) Bachelor-Twin-Studiengänge soll eventuell auch auf die Fachrichtungen Maschinenbau in Schweinfurt erweitert werden. Längerfristig soll der TWIN-Studienbetrieb vom Campus Ignza Schön vollständig in den Carus-Park verlegt werden. Im Campus Ignaz Schön soll dann wieder, wie ursprünglich, ausschließlich Lehrbetrieb in deutscher Sprache stattfinden.
Die Abteilung Schweinfurt der THWS hat sich auf die MINT-Fächer spezialisiert, was im i-Campus fortgeführt werden soll: „Die Ausrichtung des geplanten THWS i-Campus bietet ein mit den Unternehmen stark vernetztes, international ausgerichtetes, anwendungsorientiertes (MINT-) Studienangebot.“ (THWS-Präsident Professor Dr. Robert Grebner)

### i-factory
Im Gegensatz zum i-Campus wird bei der i-factory das i englisch ausgesprochen, das hier nicht für international sondern für Informationstechnologie steht. In der i-factory werden Wissenschaft und Wirtschaft in einem Netzwerk zusammengebracht, um den neuen Herausforderungen begegnen zu können. Beteiligt sind örtliche große und mittelständische Unternehmen. Das Fraunhofer-Institut für Produktionstechnik und Automatisierung (IPA) in Stuttgart übernahm die Planung. „Die i-factory möchte Unternehmen direkten Zugang zu innovativen Forschungseinrichtungen der FHWS in den Fächern Informatik, Elektrotechnik, Mechatronik und Maschinenbau ermöglichen.“
Zur Industrie 4.0 ist eine Digitale Fabrik in Planung: „Diese ist eine, in einem 3D-Modell visualisierte, virtuelle Musterfabrik, in der voll automatisierte, mehrstufige Fertigungsverfahren kostengünstig in allen Details entwickelt und getestet werden können.“ Die Idee der i-factory stammt, gleichsam wie vom i-Campus, von THWS-Präsident Professor Dr. Robert Grebner.
Auch alle weiteren Baumaßnahmen für das Angebot THWS i-Campus sind ausschließlich im Carus Park in Schweinfurt geplant.

### Außenstelle des Fraunhofer IPA
Das Fraunhofer-Institut für Produktionstechnik und Automatisierung (IPA) übernahm die Planung der i-factory und eröffnete 2020 eine Außenstelle in Schweinfurt, in der Alten Bahnhofstraße. Zentrales Forschungsfeld ist die künstliche Intelligenz (KI) und deren Einsatz für eine nachhaltig optimierte Wertschöpfung (noW) mit der Arbeitsgruppe KI-noW in Schweinfurt. Ein Umzug des Fraunhofer-Instituts in ein größeres Gebäude im Carus Park, im Kontext mit dem i-Campus, ist geplant.
Siehe auch: Fraunhofer-Institut für Produktionstechnik und Automatisierung, Arbeitsgruppe KI-noW, Schweinfurt

### Industrie on Campus
Unternehmen könnten auch Projekträume im i-Campus Schweinfurt mieten (Industry on Campus). „Sie ist noch ein Gedankenexperiment, sieht Produktionsflächen und Büros, Labor- und Seminarräume für Studierende der Hochschule und für die Industrie vor. Eine Verschmelzung also von Industrie und TH, die am Standort des einzigen Maschinenbau-Studiengangs in Unterfranken naheliegt.“

### i-Company
Eine i-Company (das i wird hier ebenfalls englisch ausgesprochen und hat dieselbe Bedeutung wie bei der i-Factory) soll in Kooperation der THWS mit dem Landkreis Haßberge und der IHK Würzburg-Schweinfurt aufgebaut werden.
„Die Zusammenarbeit von Wissenschaft und Wirtschaft fördern soll auch das Pilotprojekt i-Company. Diese Kooperation von FHWS, dem Landkreis Haßberge und der IHK Würzburg-Schweinfurt soll kleinen und mittelständischen Unternehmen ausgewählte Studierende der Hochschule für Praktika und Projektarbeiten vermitteln. Der besondere Service der FHWS: Durch die i-Company werden organisatorische Aufgaben von der Hochschule übernommen. Beispielsweise sind keine Einzelverträge der Unternehmen mit internationalen Studierenden nötig. Rechtliche und versicherungstechnische Fragen sind bereits geklärt, sodass die Betriebe unkompliziert auf qualifizierte Studierende mit internationaler Erfahrung oder Herkunft zurückgreifen können. Zusätzlich übernimmt die i-Company die Koordination von Projektarbeiten an der Hochschule, die von Unternehmen beauftragt werden.“

### Studentendorf
Vier Kasernenblocks um den Ehrenhof an der Niederwerrner Straße wurden teilweise bereits zu Studentenwohnheimen umgebaut und sollen im Endausbau ein Studentendorf bilden. Der Ehrenhof wurde in Marie-Curie-Platz umbenannt und soll mit seiner Wiese als Treffpunkt und Mitte des Dorfes dienen.

### Hochschulachse Schweinfurt
Längerfristig sollen im Carus Park weitere Gebäudekomplexe westlich einer neuen Nord-Süd-Campusachse entstehen. Diese Achse würde dann in ihrer südlichen Verlängerung aus dem Carus Park heraus, nach Querung der breiten Allee Niederwerrner Straße, via Richard-Strauß-Straße zum Campus 1 führen. Die letztgenannte Straße führt mittig auf das Haupt-Eingangsportal des Campus 1, mit dem dahinter liegenden Auditorium maximum, mit seiner Hyperbolischen Paraboloidschale, dem Wahrzeichen der TH in Schweinfurt. Diese sogenannte Hochschulachse Schweinfurt soll, durch das dazwischen liegende Wohngebiet im Musikerviertel hindurch, den nördlich gelegenen i-Campus mit dem südlichen Campus 1 städtebaulich verbinden.
Alle Projekte sollen in drei Stufen bis zum Jahre 2030 realisiert werden.